# 地方総監府
地方総監府（ちほうそうかんふ）は、第二次世界大戦（太平洋戦争）最末期（1945年6月）の日本において、本土決戦のため全国8ヵ所に置かれた、都道府県の上位に位置する内務省管轄下の地方行政機関である。敗戦後の同年11月に廃止されたため極めて短命に終わった。

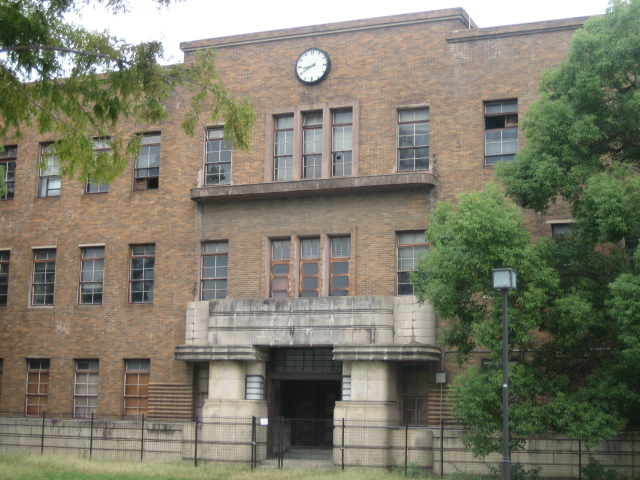
中国地方総監府の庁舎が置かれていた旧広島文理科大学本館（現広島大学旧理学部1号館）

## 概要
米・英など連合国との太平洋戦争を戦っていた日本では、1945年に入って東京などの大都市が空襲にあい、また沖縄で地上戦（沖縄戦）が開始されるなど、遠からず連合国の本土上陸が予想される戦局となった。政府・内務省は敵軍の本土上陸作戦により国土が分断される事態に備え、全国を軍管区に対応する8区域（北海・東北・関東信越・東海北陸・近畿・中国・四国・九州）に分け、地方行政を強力に統合し連絡調整をおこなうことで各区域の自戦・自活態勢を構築するため、同年6月10日、勅令第350号により地方総監府を設置した。
同時に、1943年6月から全国8道府県（同年7月より8都道府県）に附置されていた「地方行政協議会」が廃止されている。
なお、地方行政協議会が設置された昭和18年7月1日勅令第548号では、北陸（新潟県に附置）が関東（東京都に附置）及び東海（愛知県に附置）とは別に設置される9協議会体制だったが、昭和20年2月1日勅令第44号により北陸地方行政協議会が廃止され、新潟県と長野県は関東信越地方行政協議会が、富山県と石川県は東海北陸地方行政協議会が、福井県は近畿地方行政協議会がそれぞれ所管することに改められ、そのまま地方総監府の所管区域に引き継がれている。
各総監府は所在地の地方官庁とは別個の行政組織とされ、またその長たる地方総監の権限は強大で、管内にある都道府県知事への指揮権（地方官庁の首長による命令・処分に対する取り消し・停止を含む）、管内における地方総監府令の公布権、非常事態に際しての当該地方の陸軍・海軍司令官に対する出兵要請権などを有していた。しかし現実には空襲の激化にともない、管内知事の会合を開くこともできず、中央と各府県を連絡する機関以上の役割を果たすことはなかった。敗戦直前の8月6日には、原爆投下により大塚惟精中国地方総監が被爆死したが、これが地方総監中唯一の戦災死者であった。
8月15日の敗戦後、9月28日の閣議により地方総監府の廃止が決定され、GHQの承認を経て11月6日勅令第627号により廃止された。総監府に代わる地方行政の総合調整機関としては「地方行政事務局」が7か所に設置されたが（昭和20年11月6日勅令第622号）、北海道には設置されず、北海道庁長官が樺太及び北海道における行政の総合連絡調整を行うこととされた（同日勅令第624号）。
以上のように、歴史的存在としての地方総監府は存続期間が極めて短かったこともあって、地方行政組織としては十分に機能することはなかったが、近年のいわゆる道州制論議のなかで「道州制の先駆的存在」として言及されることが多くなっている。

### 北海地方総監府
札幌に設置され、北部軍管区に対応する樺太・北海道の2庁を管轄。

### 東北地方総監府
仙台に設置され、東北軍管区に対応する青森県・岩手県・秋田県・宮城県・福島県・山形県の6県を管轄。

### 関東信越地方総監府
東京に設置され、東部軍管区に対応する埼玉県・山梨県・神奈川県・千葉県・栃木県・茨城県・群馬県・東京都・長野県・新潟県の1都9県を管轄。

### 東海北陸地方総監府
名古屋に設置され、東海軍管区に対応する愛知県・岐阜県・静岡県・三重県・石川県・富山県の6県を管轄。

### 近畿地方総監府
大阪に設置され、中部軍管区に対応する大阪府・滋賀県・福井県・京都府・奈良県・和歌山県・兵庫県の2府5県を管轄。

### 中国地方総監府
広島に設置され、中国軍管区に対応する広島県・島根県・山口県・鳥取県・岡山県の5県を管轄。

### 四国地方総監府
高松に設置され、四国軍管区に対応する香川県・徳島県・高知県・愛媛県の4県を管轄。

### 九州地方総監府
福岡に設置され、西部軍管区に対応する福岡県・佐賀県・長崎県・熊本県・大分県・宮崎県・鹿児島県・沖縄県の8県を管轄。

## 地方総監府の組織
地方総監府の組織は以下の通りであった。
- 地方総監
- 地方副総監……北海地方総監府、四国地方総監府には置かれず
- 参事官……各部長に充てられる
- 秘書官
- 副参事官
- 事務官
- 属

内部部局
- 総監官房
- 第一部
  - 情報・治安・防空などを扱う
- 第二部
  - 食糧・林産などを扱う
- 第三部
  - 国民義勇隊・勤労奉仕などを扱う

## 地方総監
各地方総監は親任官であった。また先述の通り地方総監府自体は各都道府県とは別個の独立した組織であるが、総監に任命されたのは多くの場合、総監府所在地の都道府県知事の任にあった人物であり、特に関東信越地方総監は東京都長官の兼任であった。以下、特に断らない限り、各総監の任期はいずれも1945年6月10日より同年10月31日までである。
- 北海地方総監 - 熊谷憲一
- 東北地方総監 - 丸山鶴吉
- 関東信越地方総監 - 西尾寿造（〜8月23日） ⇒ 広瀬久忠
- 東海北陸地方総監 - 小畑忠良
- 近畿地方総監 - 安井英二
- 中国地方総監 - 大塚惟精（〜8月6日） ⇒ 児玉九一（8月23日〜）
- 四国地方総監 - 木村正義
- 九州地方総監 - 戸塚九一郎

## 関連文献
- 渡部徹 「地方総監府」『日本近現代史辞典』 東洋経済新報社、1978年
- 三沢潤生 「地方総監府」『国史大辞典』第9巻 吉川弘文館、1988年
- 大石嘉一郎 「地方総監府」『日本歴史大事典』第2巻 小学館、2000年
- 秦郁彦（編） 『日本官僚制総合事典：1868 - 2000』 東京大学出版会、2001年